# Украинское радио
Украинское Радио (укр. «Українське радіо») — украинская общенациональная общественная радиостанция. Вещание осуществляется филиалом Национальной общественной телерадиокомпании Украины Центральная дирекция «Украинское Радио» (Центральна дирекція «Українське Радіо»)
Штаб-квартирой Украинского Радио является телерадиоцентр на ул. Крещатик, 26 в Киеве — Дом украинского радио.
Украинское Радио вещает на FM-волнах, средних волнах, в цифровом формате DAB+, на спутнике, в интернете, а также в кабельных телесетях и сети проводного радиовещания по всей территории Украины. Четыре раза в день в эфир Первого канала включаются областные редакции Украинского Радио с 40-минутными блоками местного вещания. Также слушать каналы Украинского Радио можно в мобильном приложении suspilne.radio для Android и iOS.
Украинское Радио известно, в частности, масштабным ежегодным международным флешмобом, объединяющем украинцев по всему миру вокруг украинского языка – Всеукраинским радиодиктантом национального единства, проводящемся с 2000 года.

## История
Радиовещание в Украине началось в 1924 году. 16 ноября 1924 в 19:00 в Харькове – тогдашней столице УССР – вышла в эфир первая отечественная радиопередача. Из громкоговорителей прозвучало: «Алло, алло, алло! Говорит Харьков, говорит Харьков, говорит Харьков!». В честь начала вещания Украинского радио, в 1994 году 16 ноября в Украине объявлено Днем работников радио, телевидения и связи.
Первая радиосеть в Украине появилась в 1928 году. Программы на украинском языке были сначала ограничены по времени и по содержанию – более 70% составляли политпросвещения и агитация. Это были «радиогазеты», а также доклады, беседы, последние новости, сообщения из съездов и совещаний. Лишь впоследствии программы радиостанций в УССР дополнили музыкальные, литературно-драматические, программы для детей и молодежи.
Десять лет Украинское Радио вещало из Харькова. В Киев переехало в 1934 году, когда сюда переместили столицу Украинской ССР – перебрался вместе со всеми властными органами и Всеукраинский комитет радиофикации и радиовещанию при Совнаркоме УССР. Первые здания радиокомитета и радиотеатра не сохранились. Их вместе со многими другими сооружениями на центральной улице столицы – Крещатике – и её окрестностях взорвали советские войска в 1941 году во время отступления.
В годы Второй мировой войны Украинское Радио ни разу не прекращало свою работу. Сначала пришлось вернуться в Харьков, затем – в Сталинград, впоследствии в Саратов, откуда велись регулярные передачи на украинском языке.
Строительство киевского телерадиоцентра на Крещатике, 26 (сейчас – Дом Украинского Радио) началось в 1949 году. Это был первый телерадиоцентр, полностью оснащен отечественным оборудованием. 6 ноября 1951-го с его студии вышла первая передача, трансляция которой стала возможной благодаря высокой железной телебашни, построенной рядом с домом. Демонтировали телебашню только в середине 1970-х. А в 1990-х телевидение переехало на Сырец, поэтому на Крещатике осталось только радио.
С 16 ноября 1924 года до 1928 года радиовещание велось акционерным обществом «Радиопередача», в 1934-1953 гг. руководство радиовещание в Украинской ССР осуществлял Комитет радиовещания и радиофикации при Совете Министров УССР, в 1953-1957 гг. – Главное управление радиоинформации Министерства культуры УССР. Руководство вещанием по смешанной программе осуществлял с 1957 по 1991 год – Государственный комитет УССР по телевидению и радиовещанию, с 24 мая 1991 по 20 февраля 1995 года – Государственная телерадиокомпания Украины. 1 января 1992 года по 1-й программе Украинского Радио была прекращена ретрансляция передач 1-й программы Всесоюзного радио. В 1995 году из Государственной телерадиовещательной компании Украины была выделена Национальная радиокомпания Украины. После принятия Закона «Об Общественном телевидении и радиовещании Украины» в 2014 году, началось повторное объединение всех государственных вещателей, по результатам которого Национальная радиокомпания Украины вошла в состав Национальной общественной телерадиокомпании Украины.
С 16 ноября 1924 до 26 апреля 1965 года украинское республиканское радио вело вещание по одной республиканской программе, состоявшей из республиканских передач и передач 1-й программы Всесоюзного радио, с 26 апреля 1965 года до конца 1991 года – по 1-й программе Украинского Радио, состоявшей из республиканских передач и передач 1-й программы Всесоюзного радио, звучавшей на средних и ультракоротких волнах, и программе «Проминь», состоявшей из республиканских передач, звучавшей на средних волнах.
Сегодня Украинское Радио – это четыре радиоканала общественного вещания, выходящие в эфир 24 часа в сутки 7 дней в неделю: Первый канал (Украинское радио), Радио «Промінь», Радио «Культура» и Radio Ukraine International (RUI).
С июня 2017 Украинское Радио возглавляет Хоркин Дмитрий Николаевич. В 2017 году  произошла полная перезагрузка контента радиоканалов, в результате которой за 9 месяцев первого радиосезона в статусе общественного радио недельный охват аудитории Первого канала Украинского Радио возрос на 67%, а сам канал вошел в ТОП-5 общенациональных радиостанций по рейтингу слушания новостей по данным исследования Internews.
В период с 2014 по 2019 годы Национальный совет по вопросам телевидения и радиовещания выдал на конкурсной основе 193 новые FM-частоты в разных городах Украины трём каналам Украинского Радио, таким образом сформировав полноценное покрытие по всей стране. По состоянию на октябрь 2019 года, крупнейшей сетью, которой нет аналогов в Украине, является Первый канал Украинского Радио – 192 населенных пункта в 24 областях.

## Коммерческие показатели
В 2018 году Первый канал Украинского Радио вошел в ТОП-5 общенациональных радиостанций по рейтингу слушания новостей по данным исследования Internews.